# Október 9.
Október 9. az év 282. (szökőévben 283.) napja a Gergely-naptár szerint. Az évből még 83 nap van hátra.
Névnapok: Dénes + Ábrahám, Ábrám, Ábrán, Ábris, Andor, Dienes, Dionízia, Elemér, Gerjén, Günter, Ibrahim, Ibrány, Rusztem, Sára, Sári, Szelli, Szibill, Szibilla, Velmira

## Események
- 1305 – Vencel Brünnben lemond magyar királyi címéről, a Szent Koronát átadja III. Ottó bajor hercegnek. Ottó rövidesen Magyarországra érkezik.
- 1537 – Habsburg Ferdinánd főherceg osztrákokból, csehekből, németekből, magyarokból és horvátokból álló hadserege megsemmisítő vereséget szenved egy kisebb török seregtől (diakovári ütközet)
- 1542 – Kudarcba fullad Buda ostroma.
- 1651 – Oliver Cromwell, az angol köztársaság (Commonwealth and Free State) államtanácsának vezetője kihirdeti a hajózási törvényt (Navigation Act).
- 1683 – V. Károly lotaringiai herceg és Sobieski János lengyel király a párkányi csatában győzelmet aratnak a török haderő felett.
- 1789 – Az orosz–török háborúban az Orosz Birodalommal szövetséges osztrák csapatok elfoglalják Belgrádot a törököktől.
- 1807 – Poroszországban rendeletet adnak ki az örökös jobbágyság eltörléséről.
- 1855 – Isaac Merritt Singer, szabadalmaztatja a motoros varrógépet.
- 1874 – Megalapítják az Általános Postaegyesületet.
- 1888 – A Washington-emlékmű hivatalos megnyitása.
- 1914 – Első világháború: Német csapatok elfoglalják Antwerpent.
- 1916 – Első világháború: A nyolcadik isonzói csata kezdete. Az olasz hadsereg támadásait az osztrák-magyar haderő sikeresen visszaveri.
- 1918 – Wilson amerikai elnök bejelenti, hogy a Németországgal kötendő fegyverszünet feltétele Belgium és Franciaország elfoglalt területeinek azonnali kiürítése.
- 1934 – I. Sándor (Aleksandar I Karađorđević) jugoszláv királyt és Louis Barthou francia külügyminisztert egy macedón merénylő meggyilkolja Marseille-ben.[1]
- 1940 – Német bombatámadás éri Londont.
- 1943 – Brit–amerikai bombatámadás Hannover ellen. 216 000 bomba hull a városra.[2]
- 1944 – Magyarországon új kormányrendelet tiltja meg a vendéglőknek a húsétel felszolgálását (kivéve a III. és IV. oszt. vendéglők, itt is csak gulyás vagy főtt marhahús árusítható).
- 1944 – Winston Churchill és Sztálin a Kremlben, az ún. „cédulaegyezményben” megállapodnak a befolyási övezetek felosztásáról. E területek teljesen függetlenek lesznek saját belső folyamataiktól, kizárólag a „helyben illetékes” nagyhatalmak álláspontja lesz a döntő.[3]
- 1944 – Debrecen térségében hatalmas méretű páncélos csata kezdődik a szovjet, és velük szemben álló német és magyar csapatok között.
- 1948 – Izraeli milicisták, Menáhém Begín parancsnoksága alatt a Jeruzsálemhez közeli Deir Jasszin falu 254 palesztin civil lakosát legyilkolják, a túlélőket elüldözik. (Hivatalosan tagadott esemény). (, , ), )
- 1949 – A görögországi választáson a királypártiak legyőzik a kommunistákat.
- 1963 – Éjszakai hegyomlás és földcsuszamlás a venetói Vajont-gát fölött. A lezúduló árhullám elpusztítja a Piave völgyében fekvő Longarone városát és a környező falvakat. Több mint 2000 ember veszíti életét.
- 1965 – Az Egyesült Államokban először hoznak nyilvánosságra hivatalos adatokat a vietnámi háborúban elszenvedett amerikai veszteségekről.
- 1974 – Faji zavargások törnek ki Bostonban.
- 1975 – Andrej Dmitrijevics Szaharov, szovjet ellenzéki tudósnak ítélik oda a Béke Nobel-díjat (melyet a hagyományok szerint december 10-én vehet át).
- 1986 – Londonban bemutatják az Az Operaház Fantomja c. musicalt.
- 2003 – Csődöt jelent a Baumag szövetkezet
- 2004 – Demokratikus választások a NATO-csapatok által megszállt Afganisztánban.
- 2005 – Közlekedési balesetben könnyebben megsérül a NATO vezette nemzetközi erővel ott állomásozó magyar század két katonája.
- 2007 – Száműzetésben élő tibeti tüntetők hatolnak be Kína újdelhii nagykövetségére, a Kína által megszállva tartott Tibet felszabadítását követelve.

## Sportesemények
Formula–1
- 1977 –  kanadai nagydíj, Mosport Park – Győztes: Jody Scheckter  (Wolf Ford)
- 2005 –  japán nagydíj, Suzuka – Győztes: Kimi Räikkönen  (McLaren Mercedes)
- 2011 –  japán nagydíj, Suzuka – Győztes: Jenson Button  (McLaren-Mercedes)
- 2016 –  japán nagydíj, Suzuka – Győztes: Nico Rosberg  (Mercedes)

## Születések
- 1201 – Robert de Sorbon francia teológus, a párizsi Sorbonne egyetem alapítója († 1274)
- 1585 – Heinrich Schütz német zeneszerző († 1672)
- 1757 – X. Károly francia király († 1836)
- 1823 – Weber Antal műépítész († 1889)
- 1788 – Kossics József szlovén író, költő, etnográfus, nyelvész, történész († 1867)
- 1813 – Georg Waitz német jogtörténész, középkorkutató, a német történeti források egyik legismertebb kiadója († 1886)
- 1835 – Camille Saint-Saëns francia zeneszerző († 1921)
- 1849 – Jekelfalussy József statisztikus, közgazdász, az MTA tagja († 1901)
- 1852 – Hermann Emil Fischer német Nobel-díjas kémikus († 1919)
- 1859 – Alfred Dreyfus francia katonatiszt, a Dreyfus-ügy főszereplője († 1935)
- 1859 – Bodola Lajos mérnök, a méterrendszer hazai bevezetésének egyik úttörője († 1936)
- 1884 – Helene Deutsch az első pszichoanalitikusnő, Sigmund Freud munkatársa († 1982)
- 1888 – Nyikolaj Ivanovics Buharin orosz politikus († 1938)
- 1892 – Marina Ivanovna Cvetajeva orosz költő, író († 1941)
- 1892 – Ivo Andrić Nobel-díjas boszniai regényíró, a "Híd a Drinán" szerzője († 1975)
- 1907 – Horst Wessel német nemzetiszocialista († 1930)
- 1907 – Jacques Tati francia filmrendező, színész († 1982)
- 1911 – Luis Santaló spanyol-argentin matematikus († 2001)
- 1912 – Sárkány Oszkár irodalomtörténész († 1943)
- 1917 – Vásárhelyi Miklós magyar kommunista újságíró, 1956-os elítélt, sajtótörténész, politikus, a Közép-európai Egyetem (CEU) egyik alapítója († 2001)
- 1919 – Sugár Rezső magyar zeneszerző († 1988)
- 1924 – Csaba László építész († 1995)
- 1928 – Pat O’Connor (Patrick O’Connor) amerikai autóversenyző († 1958)
- 1933 – Peter Mansfield Nobel-díjas brit fizikus († 2017)
- 1937 – David Prophet brit autóversenyző († 1981)
- 1939 – Szirmay Márta Liszt Ferenc-díjas magyar opera- és dzsesszénekesnő († 2015)
- 1940 – John Lennon angol zenész, énekes († 1980)
- 1942 – Bikácsy Gergely magyar műkritikus, esszéíró
- 1944 – John Entwistle angol zenész, a The Who basszusgitárosa († 2002)
- 1947 – France Gall francia énekesnő († 2018)
- 1950 – Szikora János Jászai Mari-díjas magyar rendező
- 1951 – Robert Wuhl amerikai színész, komikus
- 1952 – Kiss Mari Jászai Mari-díjas magyar színésznő
- 1952 – Sharon Osbourne angol zenei menedzser, Ozzy Osbourne felesége
- 1953 – Tony Shalhoub amerikai színész
- 1961 – Julian Bailey brit autóversenyző
- 1962 – Varga Éva Jászai Mari-díjas magyar színésznő
- 1966 – Vincenzo Sospiri olasz autóversenyző
- 1970 – Annika Sörenstam svéd golfozónő
- 1970 – Zakariás Éva magyar színésznő
- 1975 – Sean Lennon angol zenész
- 1979 – Brandon Routh amerikai színész
- 1981 – Zachery Ty Bryan amerikai színész
- 1981 – Tad Hilgenbrink amerikai színész
- 1981 – Rupert Friend amerikai színész
- 1983 – Kálóczi Orsolya magyar színésznő
- 1984 – Daniel Garcia Gonzalez andorrai cselgáncsozó
- 1984 – Szabó Kimmel Tamás magyar színész
- 1986 – Juan Esteban Arango kolumbiai kerékpározó
- 1986 – Takács Dániel magyar színész, bábművész, zenész
- 1990 – Dominik Märki svájci curlingjátékos
- 1991 – Dóra Béla magyar színész
- 1992 – Orosz Csenge magyar színésznő

## Halálozások
- 1291 – Gergely, csanádi püspök (*?)
- 1892 – Salamon Ferenc magyar kritikus, történész, szerkesztő, egyetemi tanár, az MTA tagja (* 1825)
- 1894 – Justh Zsigmond író, politikus (* 1863)
- 1943 – Pieter Zeeman holland Nobel-díjas fizikus (* 1865)
- 1944 – Balogh Rudolf fotóművész (* 1879)
- 1955 – Julij Mihajlovics Brascsajko kárpátaljai ruszin jogász, politikus, közéleti személyiség (* 1875)
- 1958 – XII. Piusz pápa (* 1876)
- 1967 – Ernesto (később „Che”) Guevara, forradalmár, gerilla-parancsnok (* 1928)
- 1967 – Abonyi Tivadar színész, színházi rendező, festőművész (* 1887)
- 1967 – André Maurois (er. Émile Salomon Wilhelm Herzog) francia regényíró, elbeszélő, esszéíró (* 1885)
- 1974 – Oskar Schindler német gyáros. A második világháború idején végzett zsidómentő akcióit a „Schindler listája” c. film mutatja be (* 1908)
- 1978 – Jacques Brel belgiumi születésű francia énekes, színész (* 1929)
- 1990 – Ottlik Géza író, nemzetközi szintű bridzsjátékos, szakíró. (* 1912)
- 2001 – Simonyi Károly magyar mérnök, fizikus, kiemelkedő tudós-tanár (* 1916)
- 2002 – Aileen Wuornos amerikai sorozatgyilkos (* 1956)
- 2010 – Maurice Allais francia Közgazdasági Nobel-emlékdíjas közgazdász, tudományos kutató, egyetemi tanár. (* 1911)
- 2013 – Wilfried Martens, belga politikus, miniszterelnök, az Európai Néppárt elnöke (* 1936)
- 2014 – Badari Tibor, Európa-bajnok magyar ökölvívó (* 1948)
- 2015 – Badal János (Jean Badal), magyar filmoperatőr (* 1927)
- 2016 – Andrzej Wajda Oscar-díjas lengyel filmrendező (* 1926)
- 2017 – Tóth József világbajnoki ezüstérmes magyar labdarúgó, az Aranycsapat tagja (* 1929)
- 2019 – Vekerdy Tamás magyar pszichológus, író. (* 1935)
- 2019 – Dobozi Eszter József Attila-díjas (2010) író, költő, tanár, szerkesztő. (* 1956)
- 2020 – dr. Rubovszky András magyar jogász, politikus, turisztikai szakértő (* 1937)
- 2024 – Lily Ebert magyar származású holokauszt-túlélő (* 1923)

## Nemzeti ünnepek, emléknapok, világnapok
- Postai világnap
- Uganda – a függetlenség napja (1962 óta)
- Puerto Rico, Amerika – Amerika felfedezésének napja
- Japán: Egészség és sport napja
- Ecuador: Guayaquil függetlenségének napja (1820)
- Dél-Korea: a hangul ünnepe